# Pico (SI-prefix)
Pico (symbool: p) is het SI-voorvoegsel dat gebruikt wordt om een factor 10−12 aan te duiden.
Het wordt gebruikt sinds 1960; de naam is afgeleid van het Italiaanse piccolo voor klein.